# Theloderma hekouense
Theloderma hekouense — вид жаб родини веслоногих (Rhacophoridae). Описаний у 2022 році.

## Назва
Видова назва hekouense вказує на типове місцезнаходження — Хекоу-Яоський автономний повіт.

## Поширення
Вид поширений на півдні провінції Юньнань на півдні Китаю та суміжних районах на півночі В'єтнаму.